# Hygrophorus agathosmus
Espèce
Synonymes
- Agaricus agathosmus Fr.[2]
- Agaricus cerasinus Berk.[2]
- Hygrophorus agathosmus f. aureofloccosus Bres.[2]
- Hygrophorus agathosmus var. aureofloccosus (Bres.) A. Pearson & Dennis[2]
- Hygrophorus cerasinus[2]

Hygrophorus agathosmus, ou Hygrophore à odeur agréable, est une espèce de champignons de la famille des Hygrophoraceae dans l’ordre des Agaricales.